# Pazderna
Pazderna är en ort i Tjeckien. Den ligger i den östra delen av landet, 290 km öster om huvudstaden Prag. Pazderna ligger 314 meter över havet och antalet invånare är 262.
Terrängen runt Pazderna är platt åt nordväst, men åt sydost är den kuperad.Runt Pazderna är det tätbefolkat, med 343 invånare per kvadratkilometer. Närmaste större samhälle är Ostrava, 18,1 km nordväst om Pazderna. Omgivningarna runt Pazderna är en mosaik av jordbruksmark och naturlig växtlighet.